# ときわ亭
ときわ亭は焼肉レストランチェーンである。
「仙台ホルモン・焼肉 ときわ亭」と「0秒レモンサワー 仙台ホルモン焼肉酒場 ときわ亭」の2つのブランドに分かれており、運営会社が異なる。

## 仙台ホルモン・焼肉 ときわ亭
仙台を拠点とするTFS常盤フードサービスが運営する焼き肉店。食品バイヤー出身の加藤栄一が2005年に1号店を仙台一番町に出店し、宮城県・山形県・岩手県産の新鮮な豚ホルモンと、仙台味噌と仙台醤油でつくったこだわりのタレが相まって人気店となった。2021年時点で、宮城県、福島県、茨城県に約30店舗を展開している。

## 0秒レモンサワー 仙台ホルモン焼肉酒場 ときわ亭
『0秒レモンサワー 仙台ホルモン焼肉酒場 ときわ亭』は、上記ときわ亭と広域エリアパートナー契約を結んだ、GOSSO（本社:東京都渋谷区）が運営する焼き肉店。
ときわ亭のホルモンに加えて、全テーブルに設置されたサワーサーバーより自分でレモンサワーを注ぐことができる形態のレモンサワー飲み放題「0秒レモンサワー」が特徴となっている。2019年12月に1号店となる横浜西口店がオープン。その後も店舗を増やし、2024年1月現在では、88店舗を展開している。